# Estrada nacional 31 (Suécia)
A Estrada nacional 31 (em sueco: Riksväg 31) é uma estrada nacional sueca com uma extensão de 186 km, que atravessa a província histórica da Småland.
Liga Jönköping a Nybro, passando por Lenhovda, Vetlanda e Nässjö.

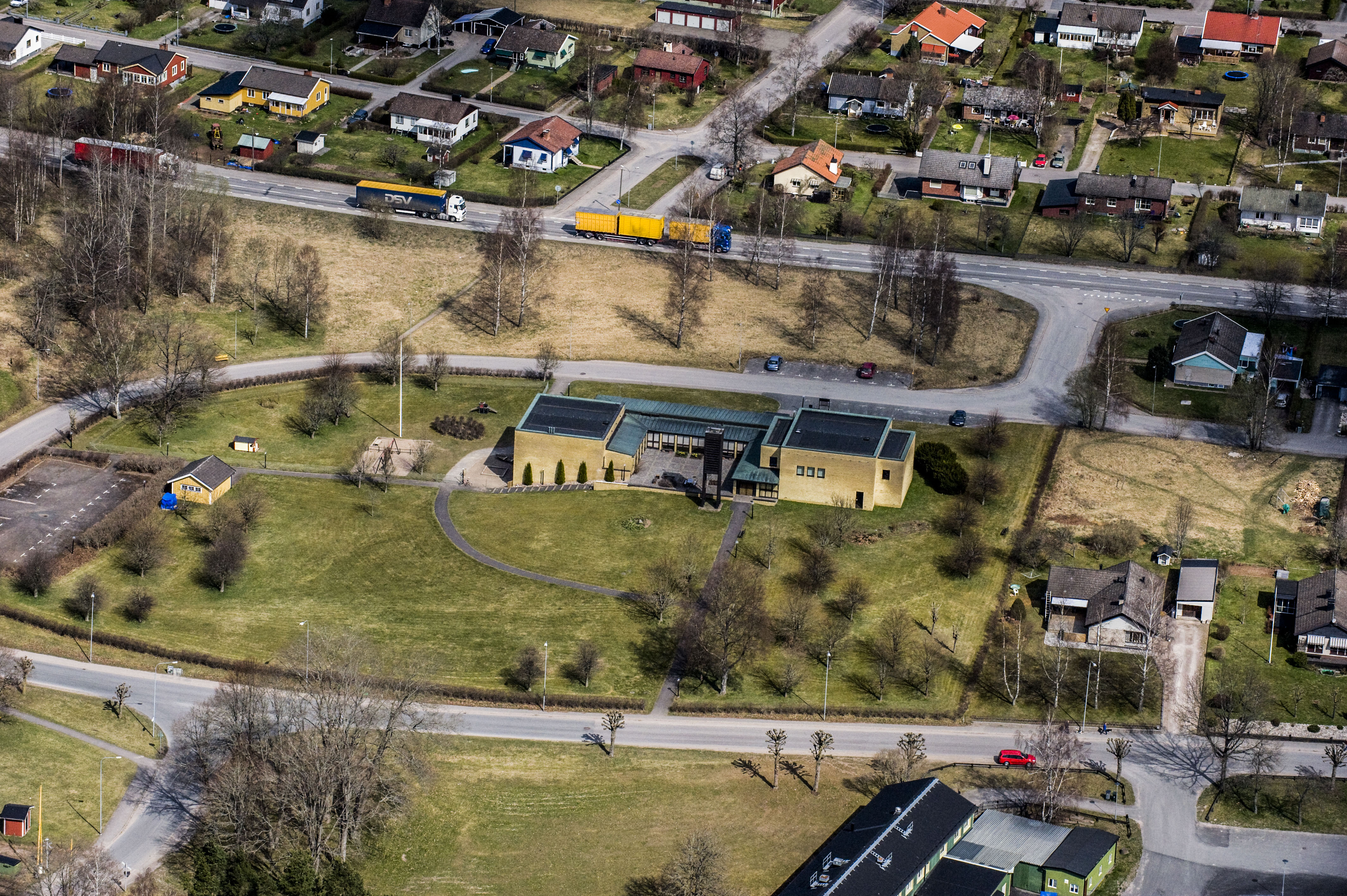
Em frente da igreja de Ekenässjön